# Juergen Egle
Juergen Egle es un esquiador paralímpico austríaco. Representó a Austria en esquí alpino en cuatro Juegos Paralímpicos de invierno: en 1998, 2002, 2006 y 2010. En total ganó una medalla de oro, tres de plata y dos de bronce.

## Carrera
En 1998 ganó la medalla de oro en un evento de esquí alpino : el eslalon LW11 para hombres. En 2002 ganó dos medallas de plata: en el evento eslalon LW11 masculino y eslalon gigante LW11 masculino.
En 2006 ganó dos medallas de bronce: en el evento Men's Slalom Sitting y Men's Giant Slalom Sitting. También compitió en el evento masculino de Super-G Sitting donde terminó 13 °. 
En 2010 ganó la medalla de plata en el evento de Super Combined Sitting para hombres.
También ganó una medalla de oro y una de bronce en el Campeonato Mundial de Esquí Alpino IPC 2009.
También participó en la "Carrera por toda América" en 2006 y en la "Carrera por toda Australia" en 2010 con un triciclo de mano.